# Фремонтська культура

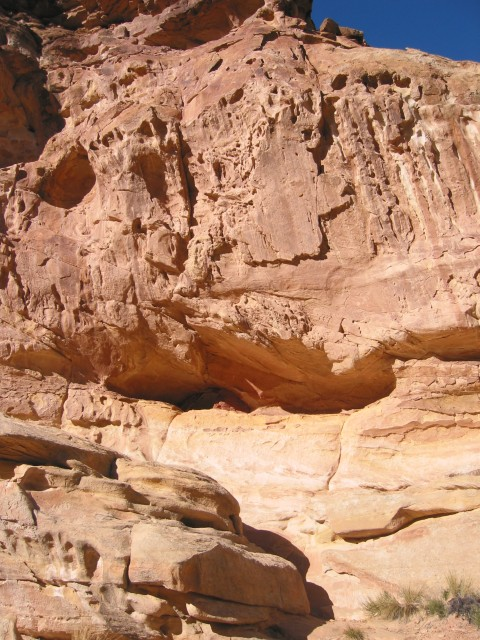
Типова оселя в ущелині скелі

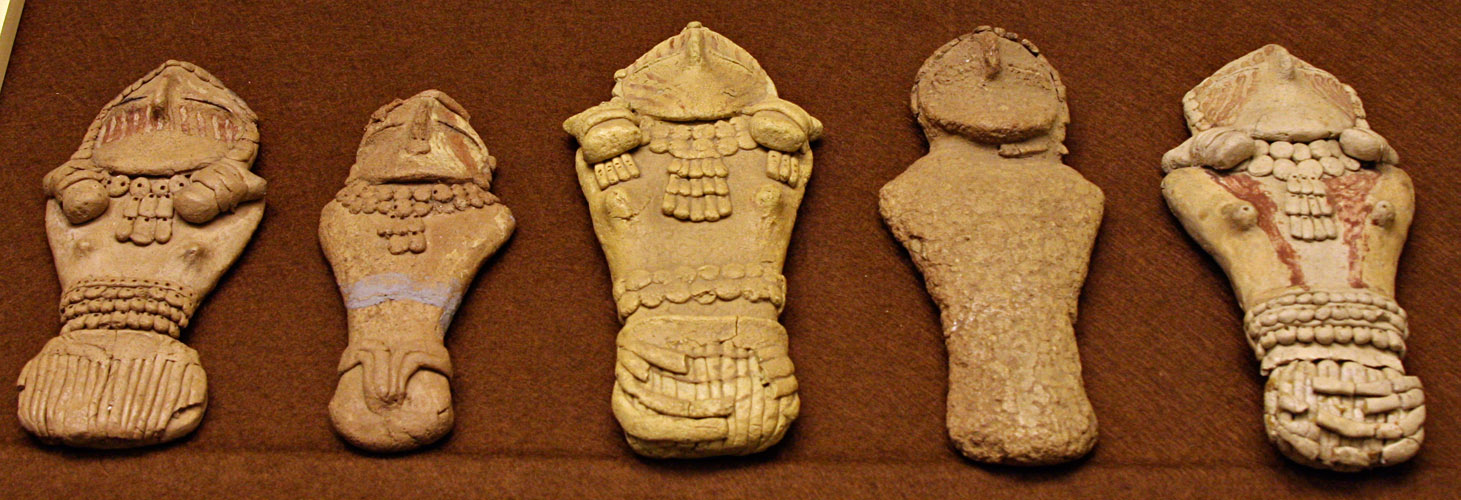
Фігурки з необпаленої глини, Музей доісторичної доби Коледжу Східної Юти

Фремонтська культура, або культура Фремонт — доколумбова археологічна культура, що отримала назву від річки Фремонт у штаті Юта, де відкрито її перші пам'ятки. Саму річку Фремонт названо на честь американського землепрохідця Джона Фремонта. Культура перебувала на території сучасних штатів Юта, частково — Невада, Айдахо та Колорадо від приблизно 700 до 1300 року Сусідувала з культурою Анасазі, проте мала від неї низку чітких відмінностей.
Фремонтський індіанський державний парк у Клір-Крік, штат Юта, включає найвизначнішу археологічну памятку фремонтської культури. Недавнє відкриття нової археологічної пам'ятки в Рейндж-Крік викликало значний інтерес, оскільки пам'ятка залишалася незайманою протягом століть. Памятка в Найн-Майл-Каньйон давно відома великою колекцією кам'яного мистецтва фремонтської культури.
Досі немає єдиної точки зору з приводу того, чи являла собою фремонтська культура єдину спільноту зі спільною мовою, спільним способом життя, спільним родоводом, проте низка характерних особливостей фремонтської культури дозволяють зробити таке припущення. По-перше, за розкопками можна судити, що представники фремонтської культури займалися полюванням та збиранням, а також вирощували кукурудзу. На багатьох археологічних пам'ятках виявлено купи варених і обгризених кісток, переважно кролів і оленів, а також качани кукурудзи без зерен та залишки дикорослих їстівних рослин. Серед інших спільних характеристик можна відзначити виготовлення досить непоганої кераміки із сірої глини, а також своєрідні кошики та кам'яні вироби. Більшість фремонтців жили в невеликих поселеннях, які складалися від 2 до приблизно 10 будинків колодязевого типу, причому лише частина цих будинків була житловою одночасно. Проте, є винятки з цього правила (частково тому, що фремонтці успішно оборонялися від сусідів), зокрема, незвичайно велике поселення в долині Парован (штат Юта), велике і добре досліджене поселення у Файв-Фінгер-Рідж у Фремонтському індіанському державному парку, та низка інших. Для великих поселень незвичайне те, що вони були заселеними протягом тривалих періодів часу, мали багато жителів (від 60 і більше).